# Saint-Martin-Laguépie
Saint-Martin-Laguépie é uma comuna francesa na região administrativa de Occitânia, no departamento de Tarn. Estende-se por uma área de 21,51 km². Em 2010 a comuna tinha 401 habitantes (densidade: 18,6 hab./km²).